# Sarlabous
Sarlabous ist eine französische Gemeinde mit 78 Einwohnern (Stand 1. Januar 2022) im Département Hautes-Pyrénées in der Region Okzitanien. Sie gehört zum Kanton La Vallée de l’Arros et des Baïses und zum Arrondissement Bagnères-de-Bigorre. 

## Lage
Sie ist umgeben von folgenden Nachbargemeinden:
|                  | Benqué-Molère                               | Tilhouse            |
| Bourg-de-Bigorre | Kompassrose, die auf Nachbargemeinden zeigt | Avezac-Prat-Lahitte |
| Escots           | Batsère                                     | Espèche             |

## Bevölkerungsentwicklung
| Jahr                      | 1962 | 1968 | 1975 | 1982 | 1990 | 1999 | 2008 | 2016 |
| ------------------------- | ---- | ---- | ---- | ---- | ---- | ---- | ---- | ---- |
| Einwohner                 | 153  | 134  | 115  | 96   | 81   | 58   | 76   | 67   |
| Quelle: Cassini und INSEE |      |      |      |      |      |      |      |      |